# Lemur běločelý
Lemur běločelý (Eulemur albifrons) je druh madagaskarské poloopice.
Konkrétně žije na severu tohoto ostrova a na ostrově Mayotte.
Je řazen mezi ohrožené taxony.
Žije v tropických deštných lesích, kde se živí bezobratlými živočichy, listy, květy i plody. Pobývá zejména na stromech, z nichž schází jen výjimečně. Vytváří skupiny o 4 až 17 jedincích, dle jiného zdroje mají skupiny 3 až 12 členů.
Kromě odlesňování je velkým rizikem pro tento druh také jeho přímý lov. Proto jsou zřizovány speciální rezervace.
Délka těla se pohybuje v rozmezí 24 až 50 cm (39 až 42 cm), na ocas připadá dalších 22 až 64 cm (50 až 54 cm). Tento lemur váží 0,5 až 3,5 kg, dle jiného zdroje 2 až 2,6 kg.
Samice je březí 117 až 140 dní. Následně se rodí jedno až dvě mláďata.
Dožívá se 30 let.
Stejně jako u jiných lemurů se uplatňuje pohlavní dimorfismus. Samci mají bílou hlavu, zatímco samice šedohnědou.

## Chov v zoo
Lemur běločelý byl v září 2020 chován přibližně v pěti desítkách evropských zoo. Mezi nimi i v šesti českých zoo:
- Zoo Brno
- Zoo Olomouc
- Zoo Ostrava
- Zoo Plzeň
- Zoo Praha
- Zoopark Zájezd

Na Slovensku je chován v Zoo Bojnice a Zoo Košice.

### Chov v Zoo Praha
V roce 2019 byl chován pár těchto lemurů.